# Фёдоровка (Злынковский район)
Фёдоровка — деревня в Злынковском районе Брянской области, в составе Денисковичского сельского поселения. 
 Расположена в 8 км к югу от Злынки. Население — 22 человека (2010).

## История
Возникла во второй половине XIX века (первоначально — хутор Фёдоровский, или Фёдоровск); до 1929 года входила в Новозыбковский уезд (Денисковичская, с 1923 — Злынковская волость). До Великой Отечественной войны преобладало украинское население.
В 1929—1939 гг. состояла в Новозыбковском районе, затем в Злынковском, при временном упразднении которого (1959—1988) — вновь в Новозыбковском. До 1954 года являлась центром Фёдоровского сельсовета, затем в Петровском, в 1960—1989 гг. — в Денисковичском, в 1989—2005 — в Лысывском сельсовете.
| Годы      | 1897 | 1926 | 1979 | 1989 | 2002 | 2010 |
| --------- | ---- | ---- | ---- | ---- | ---- | ---- |
| Население | 10   | 484  | 146  | 83   | 42   | 22   |